# Calixte de La Place
Calixte de La Place est un prêtre et un homme politique français né en 1729 à Morcourt, près de Saint Quentin, et décédé à une date inconnue.
Curé de Langue-Voisin, il est élu député du clergé aux états généraux de 1789 pour le bailliage de Péronne. Il est un des signataires de la Déclaration d'une partie de l'Assemblée nationale sur le décret rendu le 13 avril 1790 concernant la religion. Suivie d'une lettre de M. de Montlosier.
Il refuse de prêter le serment civique et est accusé de fomenter des troubles contre-révolutionnaires en Picardie.